# Tsedaka
Ne pas confondre avec l'actrice israélienne Sofi Tsedaka.

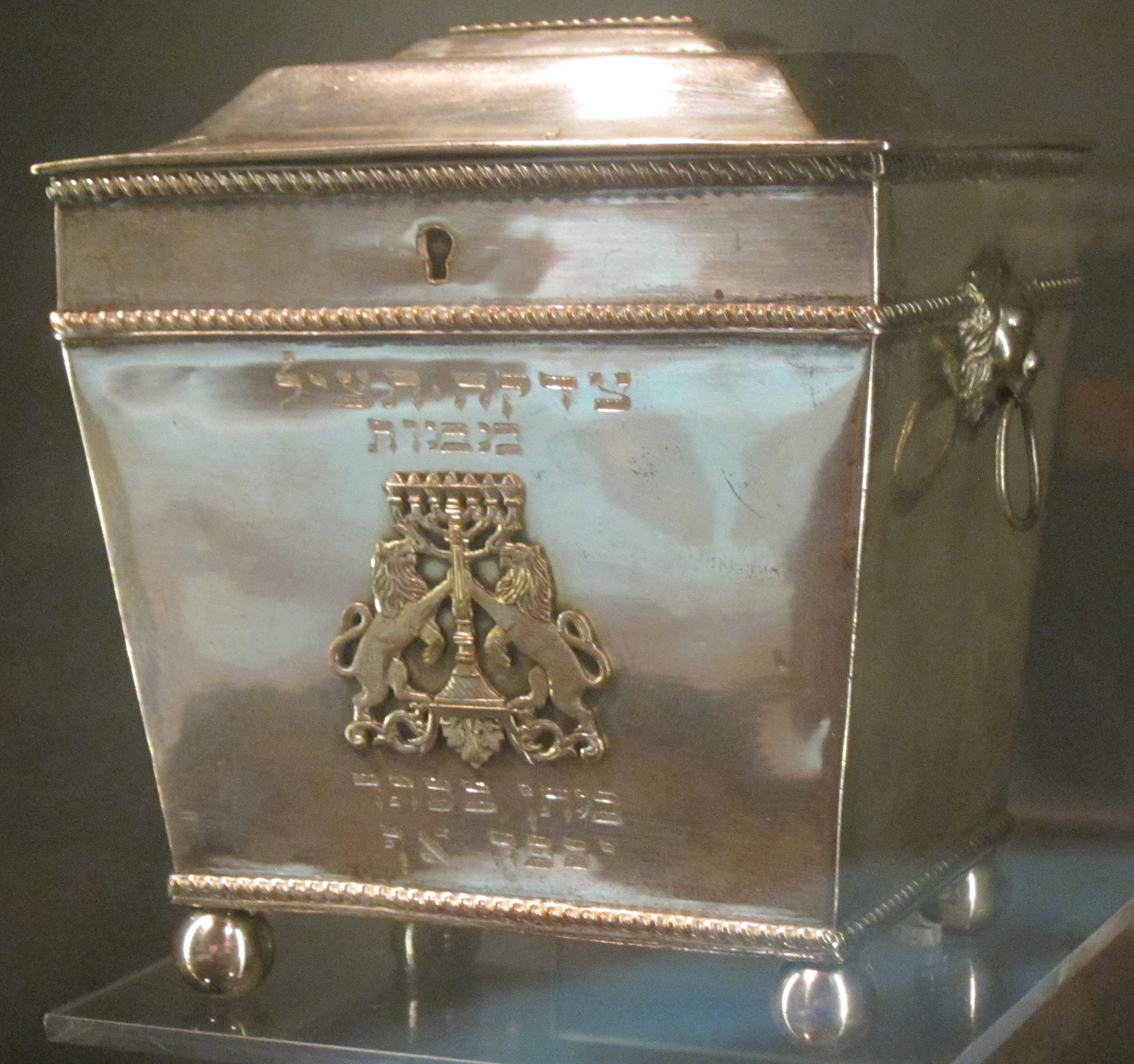
Boîte à tsedaka (pushke) en argent, Charleston, 1820, National Museum of American Jewish History, Philadelphie.

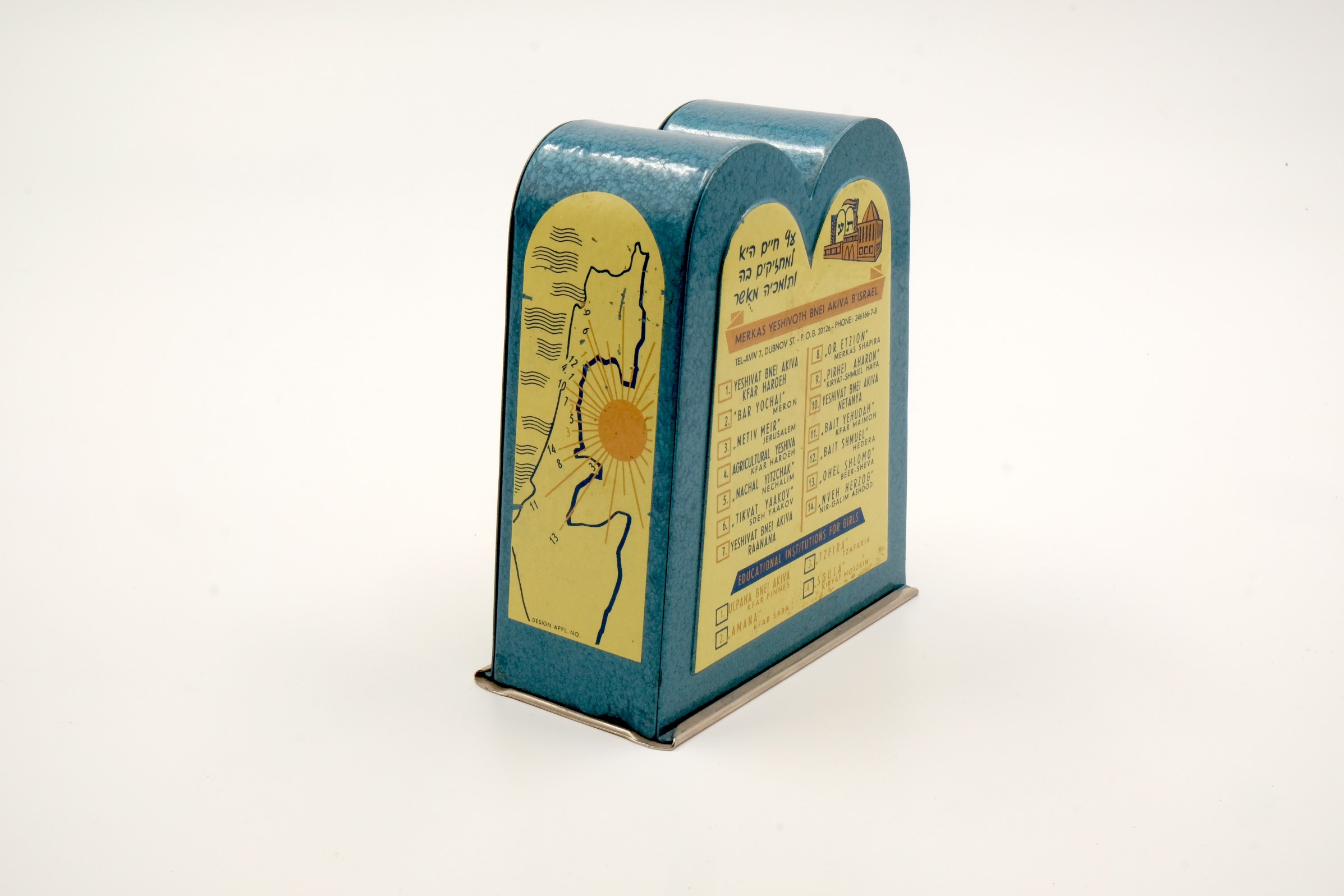
Boîte à dons du Merkas Yeshivot Bnei Akiva B'Israel, années 1960-70, Tel Aviv, dans la collection du Musée juif de Suisse.

La tsedaka, tzedaka, tsedaqa ou tzedaqa (en hébreu :  צדקה) désigne dans le judaïsme le principe religieux de l’aumône. Le radical du mot est celui qui désigne la « justice » en hébreu ( צדק ; prononcé « tsedek »).

## Tsedakaet charité
Bien que le mot tsedaka soit couramment rendu en français par « charité », le mot signifie en réalité « justice » ou « droiture ». De fait, les versets appelant à la « charité » s'inscrivent dans un contexte bien plus profond que la simple entraide.
- Dt 15,7-8 : S'il y a chez toi quelque indigent d'entre tes frères, dans l'une de tes portes, au pays que l'Éternel, ton Dieu, te donne, tu n'endurciras point ton cœur et tu ne fermeras point ta main devant ton frère indigent. Mais tu lui ouvriras ta main, et tu lui prêteras de quoi pourvoir à ses besoins.

Ce chapitre traite de l'année sabbatique, où tous les prêts doivent être annulés et l'égalité sociale rétablie.
- Lv 19,9-10 : Quand vous ferez la moisson dans votre pays, tu laisseras un coin de ton champ sans le moissonner, et tu ne ramasseras pas ce qui reste à glaner. Tu ne cueilleras pas non plus les grappes restées dans ta vigne, et tu ne ramasseras pas les grains qui en seront tombés. Tu abandonneras cela au pauvre et à l'étranger. Je suis l'Éternel, votre Dieu.

Le 19e chapitre du Lévitique traite des prescriptions données afin d'être saint comme l'Éternel est Saint. Pour s'élever vers la sainteté, l'homme doit participer au projet divin de la perfection en essayant par exemple de corriger les inégalités dues à la pauvreté et ainsi réaliser une partie du tikoun olam, la réparation du monde, à travers des actes récurrents de justice.
Le judaïsme enseigne que Dieu est l'ultime propriétaire, l'homme n'étant qu'un locataire temporaire ou un serviteur sur le sol qui lui est alloué. Les biens que ce sol produit n'appartiennent pas à l'homme mais sont redevables à l'Éternel qui décide de partager les ressources entre riches et pauvres. De plus, dans le passage du Lévitique cité, la nourriture est laissée à l'abandon, de sorte que le pauvre puisse conserver sa dignité en récoltant ce que Dieu veut lui donner, plutôt que d'être contraint à mendier auprès des riches ce qu'ils veulent bien lui laisser.
Le concept juif de la tsedaka diffère de la charité au sens commun, car celle-ci est le fait de la décision et de l'humeur des philanthropes, alors que la tsedaka est un commandement, une obligation donnée par Dieu à tous les Juifs indépendamment de leur statut financier ou de leur volonté de donner (bien qu'il soit préférable de vouloir donner, cf. infra).
La tsedaka est, avec la teshouva (repentir) et la tefilah (prière), l'un des trois actes permettant d'obtenir le pardon des péchés.

## Les huit niveaux de la charité

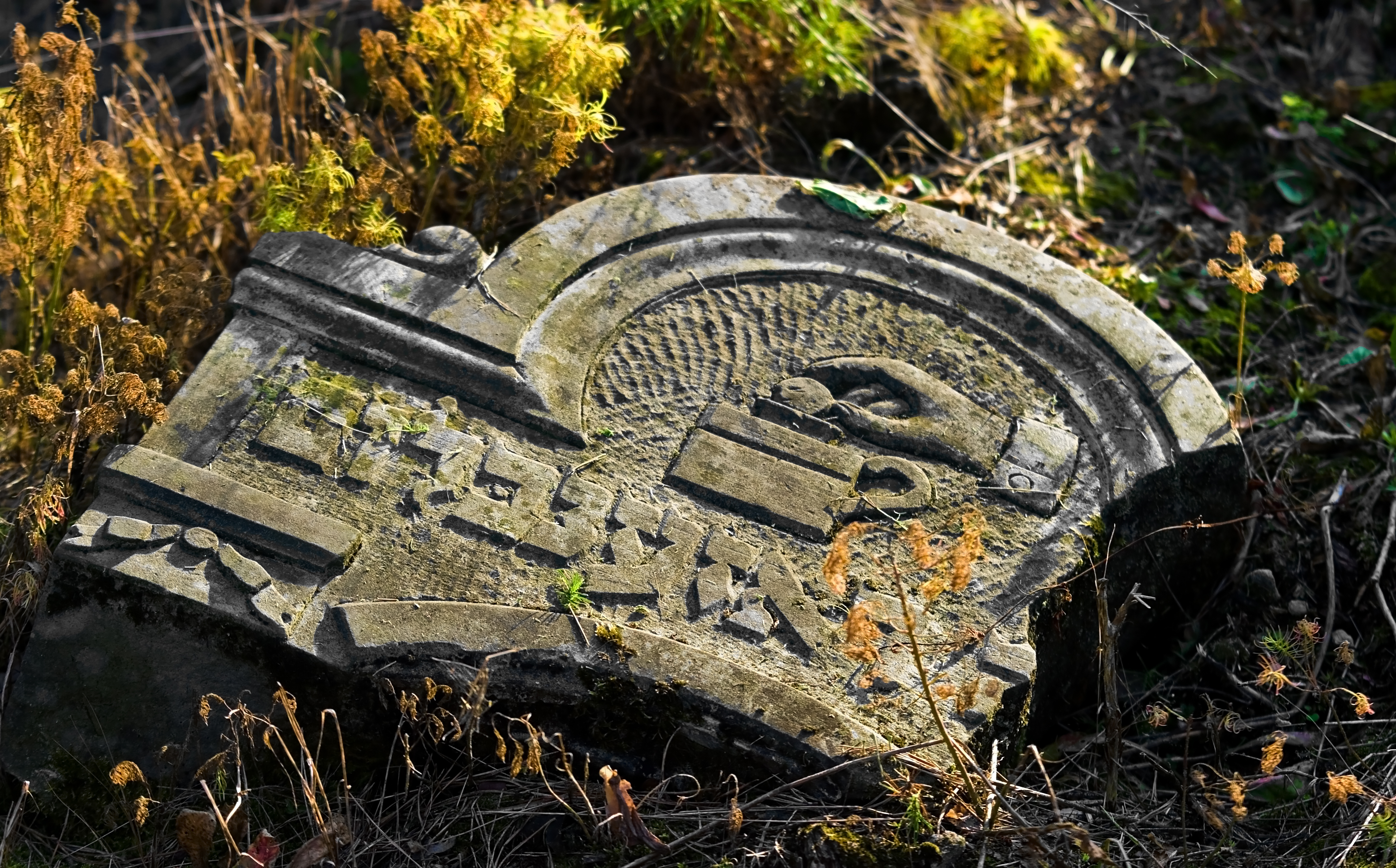
Pierre tombale représentant une boîte à tsedaka (pushke). cimetière juif d'Otwock (Karczew-Anielin), Pologne.

Dans son Mishné Torah, Maïmonide distingue huit niveaux de Tsedaka, selon la proximité entre le donateur et celui qui reçoit le don, que le don soit connu publiquement ou anonyme, qu'il soit fait de façon spontanée ou sollicitée, qu'il réponde partiellement aux besoins du pauvre ou qu'il lui permette l'autosubsistance (offrir du travail ou un partenariat) :
1. La charité préventive : donner du travail à une personne pauvre (ou lui avancer les fonds pour démarrer une affaire) de façon qu'il ne dépende pas de la charité, étant donné qu'on est soi-même indépendant d'elle. Ce niveau est divisé en quatre sous-degrés :
  1. Donner du travail à une personne pauvre.
  2. Établir un partenariat avec lui (ceci est considéré comme inférieur, car le bénéficiaire de cette charité pourrait avoir l'impression qu'il n'y participe pas assez).
  3. Faire un prêt.
  4. Faire un don.
2. Donner anonymement à un récipiendaire inconnu.
3. Donner anonymement à un récipiendaire connu.
4. Donner publiquement à un récipiendaire inconnu.
5. Donner avant qu'on ne le demande.
6. Donner de façon adéquate après qu'on l'a demandée.
7. Donner de son plein gré, mais inadéquatement (trop peu).
8. Donner contre son gré.

## Tsedakaet judaïsme
Le principe de la tsedaka est inhérent au judaïsme.
- D'une part, Dieu Est Juste, Généreux et Miséricordieux. Sa Justice est Sa générosité est Sa miséricorde. Il est donc juste d'être généreux.
- D'autre part, ceci étant lié à cela, le judaïsme prescrit une solide éthique d'entraide et de solidarité afin de se sanctifier.

Ceci a conduit une grande partie de la communauté juive à la philanthropie. La petite cagnotte métallique au profit d'une bonne œuvre se trouve souvent sur le comptoir d'un magasin tenu par un Juif, ou au sein d'un foyer. 
De plus, le second degré de la charité étant le don à un récipiendaire inconnu sans publicité, les donations anonymes sont très fréquentes dans les communautés juives.

## Tsedakadans la pratique du judaïsme
La tsedaka, importante aux yeux du judaïsme, est souvent associée à ses grands moments et manifestations:
- un jour de réjouissance comme le mariage juif, est l'occasion de donner la tsedaka.
- lors de la fête juive de Pessah, les pauvres sont invités à la table du Seder au cours de laquelle la période d'esclavage du peuple juif en Égypte est rappelée.
- lors de la fête juive de Pourim, il est prescrit à toute personne juive d'offrir de la nourriture (l'équivalent d'un plat) à au moins deux personnes pour accroître la joie de ce moment heureux du calendrier juif.

La tsedaka ne correspond pas à la « quête ».

## Tsedakaet Kabbale
« La charité est la même que toutes les autres Mitzvot combinées »

Selon la Kabbale juive, la tsedaka correspond également au tetragramme divin, par exemple la pièce de monnaie et le bras tendu de l'offrant sont la métaphore des lettres yod et vav.

« Plus il y a de charité, plus de paix »

Le Tetragrammaton est le nom de Dieu concernant la miséricorde : évidemment l'acte de donner quelque chose, en bien et en bonté, est certainement une action pieuse et bienveillante.

## Tsedakaet Hassidout Chabad Loubavitch
« Plus on donne, plus le Ciel donne la richesse, l'honneur, la vie, la paix et tout le bien dans ce monde et le prochain, pour toujours »

— Reb Nathan de Bratslav, Alim L'Terufah
Particulier est la tsedaka de Loubavitch qui exprime une théorie intéressante connue en la 'Hassidout : comme la récompense du mérite des préceptes « est payée à l'avenir », ainsi ceux qui offrent le tsedaka trouveront toujours le montant de leurs propres revenus ou de leur propre argent encore plus riche ; au-delà des investissements financiers les plus courants, en tant que règle éthique religieuse, la tsedaka doit en tout cas être menée de manière désintéressée et équilibrée aussi.

## 10% et 20%
« Un juif (une personne) devrait dépenser moins pour sa nourriture et ses boissons que le lui permet son revenu, il devrait s'habiller selon ses moyens et honorer sa femme et ses enfants en leur achetant des choses qui dépassent ses moyens. Pourquoi ? Parce que sa famille dépend de lui, alors qu'il dépend de Dieu ! »

— Rebbe Nahman de Bratslav
Selon la Halakhah, on peut donner 1/5 de son revenu, ce qui correspond précisément à 20% ; alors que généralement beaucoup utilisent pour donner le 10% tout en accomplissant toujours la Mitsva de la Tsedaka, avec le 20% ils considèrent également la part pour leurs descendants, également pour l'étude de la Torah pour laquelle le besoin d'argent est clair et évident.

## Sources
- Joseph Telushkin, Le Grand Livre de la Sagesse juive, éditions Calmann-Lévy, 15 sept 1999,  (ISBN 978-2-7021-2977-7)
- Israel Laad - Educational Network for the special needs of the underprivileged in Israeli society